# Monte Caseros
Monte Caseros è una città della provincia argentina di Corrientes, capoluogo del dipartimento omonimo.

## Geografia
Monte Caseros sorge sulla sponda sinistra del fiume Uruguay, nel sud-est della provincia, a 405 km a sud-est dal capoluogo Corrientes. Sulla sponda opposta dell'Uruguay sorge la cittadina uruguaiana di Bella Unión.

## Storia
La città fu fondata il 2 febbraio 1855 nel luogo conosciuto come Paso de los Higos. Il 19 marzo 1858 l'insediamento fu ribattezzata Monte Caseros per volontà del governatore di Corrientes Juan Pujol in omaggio alla battaglia di Caseros che causò la caduta del dittatore Juan Manuel de Rosas.

## Infrastrutture e trasporti
La principale via d'accesso a Monte Caseros è la strada nazionale 14.